# Tonka (Mali)
Tonka è un comune rurale del Mali facente parte del circondario di Goundam, nella regione di Timbuctù.